# Dusona nigritibialis
Dusona nigritibialis là một loài tò vò trong họ Ichneumonidae.